# يوسف الإدريسي
يوسف بن علي بن يوسف الإدريسي الشريف (6 مارس 1954) رئيس الاستخبارات العامة السعودية السابق وهو عسكري يحمل رتبة فريق أول ركن وهي أعلى رتبة عسكرية بالمملكة العربية السعودية وتعادل مرتبة وزير في نظام الخدمة المدنية وقد كُلّفَ بالعمل رئيساً للإستخبارات السعودية خلفاً للأمير بندر بن سلطان في 16 أبريل 2014، حصل على ترقيتين في فترة قصيرة حيث عُيِّن نائباً لرئيس الاستخبارات العامة وبعد فترة تمت ترقيته برتبة فريق أول ركن. ليتوج أخيراً بقيادة الاستخبارات العامة السعودية، ليكون أول شخص يترأس الجهاز من خارج العائلة السعودية المالكة منذ 38 عاماً. وتم إنهاء خدمته بتاريخ 22/4/2017 بالأمر الملكي.

## نسبه
يوسف بن علي بن يوسف بن محمد بن أحمد بن عبد السلام بن علي الحرشي بن محمد بن أحمد بن الطاهر بن محمد بن أحمد بن عبد الواحد بن أحمد بن محمد بن عبد الواحد بن عبد الرحمن بن عبد الواحد بن محمد بن علي بن حمود بن يحيى بن يحيى بن إبراهيم بن يحيى بن محمد بن يحيى الجوطي بن القاسم بن إدريس الثاني بن إدريس الأول بن عبد الله الكامل بن الحسن المثنى بن الحسن بن علي بن أبي طالب.

## الحياة الاجتماعية
المعلومات الشخصية والاجتماعية عنه شحيحة لأنه شخصية غير معروفة، جده الشريف يوسف بن محمد بن أحمد الإدريسي ووالده علي بن يوسف الإدريسي كان ضابطاً في الجيش السعودي وهم من الأدارسة الذين كانوا يقيمون في الحجاز قبل أن ينزحوا للجنوب. جدهم الشريف إمام الحرم المكي عبد السلام الحرشي. رئيس المخابرات السعودية وأول من يتولّى الجهاز من خارج الأسرة الحاكمة. متزوج وله ولدين نايف وعبد الرحمن. حاصل على دورات متقدمة عديدة في المجالات العسكرية والاستخباراتية وحاصل على العديد من الأوسمة آخرها وسام الملك عبد العزيز من الدرجة الأولى.